# The Big Town Playboys
The Big Town Playboys is een zeskoppige Britse rhythm-and-blues-band, die zich bezighoudt met de Amerikaanse rhythm-and-blues uit de jaren 1940 en 1950, bijvoorbeeld van Amos Milburn en Louis Jordan. De band werd in 1984 opgericht door Andy Silvester en Ricky Cool.

## Bezetting
Huidige bezetting
- Chad Strentz (zang)
- Dave Wilson (gitaar)
- Ian Jennings (basgitaar)
- Mike Morgan (drums)
- Jools Webster-Greaves (tenorsaxofoon, baritonsaxofoon)
- Matt Empson (keyboards)

Voormalige leden
- Mike Sanchez (piano, tot 1999)
- Andy Silvester
- Ricky Cool
- Big Joe Louis

## Geschiedenis
Hun songkeuze heeft betrekking op de Amerikaanse zwarte muziek uit de jaren 1950. Tot de stijlrichtingen, die ze lieten uitvloeien in hun muziek, behoren ook rockabilly en swing. De aanstekelijke dance grooves, de boogiepiano, de saxofoonrifs en de treurige blues van de zangers zijn de reden voor de obsessie van de band voor deze stijlrichting.
Naast hun bandwerkzaamheden speelden ze ook als achtergrondband voor vele bluesgrootheden, waaronder Lowell Fulson, Carey Bell, Lurrie Bell, Little Willie Littlefield, Champion Jack Dupree, Rosco Gordon en Jimmy Nelson.
In 1991 speelden ze samen met Jeff Beck de filmmuziek in voor de film The Pope Must Die van Robbie Coltrane/Peter Richardson. In 1996 speelde de band met Eric Clapton, die een bewonderaar was van hun muziek, op diens Europese tournee, waaronder ook 21 optredens in de Royal Albert Hall. In hetzelfde jaar werkte de band mee aan de soundtrack It's my Life Baby van de film The Color of Money met Tom Cruise en Paul Newman. Op de soundtrack waren ze echter niet vertegenwoordigd. Tot de hoogtepunten telden ook drie reizen door de Verenigde Staten, waar ze toerden aan de westkust, optraden in Mick Fleetwoods club in Los Angeles en in een tv-show in New York, die van kust naar kust werd uitgezonden.
In 2004 brachten ze het album Roll the Dice uit om hun 20-jarig bandjubileum te vieren. Op het album zijn zijn vrienden Robert Plant, Jeff Beck, Andy Fairweather Low en Jools Holland te horen als gastmuzikant. In mei 2005 speelden ze samen met Gary Brooker en Andy Fairweather Low twee liefdadigheidsconcerten in India, welke opbrengst ten goede kwam aan de tsunami-slachtoffers van december 2004. Een concert vond plaats in Delhi, het andere in Chennai. Er waren ook optredens van de band voor Prins Charles en Lady Diana. Ook speelden ze tijdens het verjaardagsfeest van Jools Holland en Tommy Hilflinger en op het huwelijk van Robert Cray en de dochter van Robert Plant.

## Discografie
- 1985: Playboy Boogie
- 1989: Champion Jack Dupree, live with The Big Town Playboys
- 1990: Now Appearing
- 1993: Crazy Legs with Jeff Beck
- 1994: Hip Joint
- 1997: Off The Clock...Live!
- 1998: Six Pack
- 2001: Western World
- 2002: Now Appearing
- 2004: Roll The Dice